# 니야마 다이호
니야마 다이호(일본어: 新山退甫, ?~1775)는 일본 에도시대의 관상가이다. 센다이(仙臺) 번사(蕃士) 사토 쓰네카(佐藤常香)의 아들로, 이름은 노키(退), 자는 다이호(退甫), 호는 로쿠소쿠오(六足翁), 덴쿄쿠쓰슈진(天橋窟主人)이다. 에도에 옮겨 와 니야마(新山)로 성을 바꾸었다. 후에 교토를 거쳐 오사카로 옮겨 가 살았다. 1775년 53세의 나이로 일기를 마쳤다.

## 한객인상필화(韓客人相筆話)
1763년, 조선통신사 일행은 일본 에도로 가기 위해 배를 타고 나니와(지금의 오사카)로 향한다. 일행은 나니와에서 관상가 니야마 다이호(新山退甫)와 그의 문인들을 만나 관상을 보며 필담을 나눈다. 이 책은 이때 나눈 필담을 니야마 다이호가 정리해 출간한 것이다. 독자들을 배려해 ＜부위 명칭 해설(部位名目解)＞과 ＜문인 성명(門人姓名)＞ 등의 부록과 초상화까지 수록하고 있어 당시 조선통신사 일행에 누가 있었는지, 그들은 어떻게 생겼는지, 그들을 바라보는 일본인의 시각은 어떠했는지 등을 알 수 있어 사료적 가치 또한 높다.
조선의 공식적인 외교 사절단이었던 조선통신사 일행이 국서를 전달하기 위해 수도로 가기 위해서는 수로와 육로를 모두 거쳐야 했다. 험한 바닷길을 건너기 위해 선장과 격군(뱃사공)도 일행에 다수 포함되었는데, 이들은 내륙의 막부까지 갈 필요는 없기에 막부에 다녀오는 일행이 나니와로 돌아올 때까지 한 달여를 객관에서 대기했다. 니야마 다이호가 이 시기에 객관에 찾아가 통신사 일행의 관상을 보아준 것으로 보인다. 그러나 그의 방문은 여기서 끝나지 않는다. 서문을 통해 일본 관상가들은 조선인의 관상이 일본인과 다르다고 느껴 조선인의 관상을 보고 싶어 했던 것을 알 수 있다. 역시 조선인의 관상에 호기심이 많았던 다이호는 통신사 행렬이 지나는 길에 잠깐 교유한 것이 아니라 제자들을 대동하고 가서 관상을 보았으며 이후 여러 차례 객관을 방문했다. 또 조선인에게 자신들의 관상을 보아달라고 부탁하기도 했다. 이는 상당히 특이한 경우인데, 이 책에는 이러한 과정에서 나눈 필담이 고스란히 담겨 있다.
아무래도 관상을 통해 미래의 길흉화복을 점치곤 하니, 일본의 관상가들이 통신사 일행의 미래를 얼마나 정확하게 예측했는지 궁금할 것이다. 당시 그들에게는 알 수 없는 미래였으나 우리는 그들의 종말을 추적할 수 있으니 인명사전을 찾아가며 얼마나 잘 알아맞혔는지 확인해 보는 것도 재미있을 것이다. 혹은 스승과 제자 중 누가 더 정확하게 맞혔는지 비교해 볼 수도 있겠다. 그러나 이 책을 통해 240년 전의 일본인들이 조선인에 대해 깊은 관심을 가지고 있었다는 점과 당시 일본 관상술의 수준, 하급 공무원 정도의 직책이라 널리 알려지지 않았던 인물들에 대한 초상과 기록을 확인할 수 있다는 점 등이 이 책의 간과할 수 없는 매력이 아닌가 한다.

## 서지 정보
- 허경진 역, 2009년, 지식을만드는지식 ISBN 978-89-6228-410-2